# Murina huttoni
Murina huttoni är en däggdjursart som först beskrevs av Peters 1872.  Murina huttoni ingår i släktet Murina och familjen läderlappar. IUCN kategoriserar arten globalt som livskraftig. Inga underarter finns listade i Catalogue of Life. Wilson & Reeder (2005) skiljer mellan två underarter.
Arten har 35 till 37 mm långa underarmar, en 37 till 39 mm lång svans, 16 till 17 mm stora öron och en vikt av 7 till 11 g. Pälsens hår är mörk gråbruna nära roten. På ovansidan är de ljusare i mitten och åter mörka vid spetsen vad som ger en gråbrun till rödbrun pälsfärg. Undersidans hår är ljusbruna till vita på spetsen och pälsen där är ljusare. Den långa broskiga fliken i örat (tragus) har en vit färg. Murina huttoni skiljer sig även i avvikande detaljer av tändernas konstruktion från andra släktmedlemmar.
Denna fladdermus förekommer med flera från varandra skilda populationer i södra Asien. Den västligaste populationen hittas i regionen Kashmir, den östligaste i östra Kina och i syd når arten södra Malackahalvön. Murina huttoni lever i bergstrakter mellan 1450 och 2500 meter över havet. Habitatet utgörs främst av skogar och av trädodlingar. Individernas vilar under stora blad eller under lösa barkskivor.